# Andrea Lloyd-Curry
Andrea Lane Lloyd-Curry (ur. 2 września 1965 w Moscow) – amerykańska koszykarka, występująca na pozycji silnej skrzydłowej, multimedalistka międzynarodowych imprez koszykarskich, po zakończeniu kariery zawodniczej koszykarska analityczka TV, członkini Żeńskiej Galerii Sław Koszykówki.
Jako zawodniczka szkoły średniej został trzykrotnie wybraną najlepszą sportsmenką północnego Idaho – North Idaho Female High School Athlete of the Year (1981, 1982, 1983). Została też wybrana dwukrotnie zawodniczka roku Idaho Girl’s A-2 (1982, 1983). W 1981 i 1982 zdobyła mistrzostwo stanu (Idaho) szkół średnich.
Podczas występów w NCAA jej drużyna zanotował bilans 125-8. W sezonie mistrzowskim 1985/1986 zespół Texas Longhorns nie przegrał żadnego spotkania (34-0).

## Osiągnięcia
Na podstawie, o ile nie zaznaczono inaczej.

### NCAA
- Mistrzyni:
  - NCAA (1986)
  - turnieju konferencji Southwest (SWC – 1984–1987)
  - sezonu regularnego konferencji Southwest (1984–1987)
- Uczestniczka rozgrywek:
  - Final Four NCAA (1986, 1987)
  - Elite 8 turnieju NCAA (1984, 1986, 1987)
  - Sweet 16 turnieju NCAA (1984–1987)
- Najlepsza nowo-przybyła zawodniczka konferencji SWC (SWC Newcomer of the Year – 1984)
- Zaliczona do I składu:
  - Kodak All-American (1987)
  - Naismith All-America (1985, 1986, 1987)
  - Basketball Writers Association All-America (1987)

### Drużynowe
- Mistrzyni:
  - Pucharu Europy Mistrzyń Krajowych (1991)
  - Włoch (1990)
  - American Basketball League (ABL – 1997, 1998)
- Wicemistrzyni Włoch (1991–1993)

### Indywidualne
- Wybrana do: 
  - I składu ligi włoskiej (1988–1996)
  - Żeńskiej Galerii Sław Koszykówki (2007)
  - Texas Women's Athletics Hall of Honor
  - galerii sław sportu:
    - Idaho High School Basketball Hall of Fame
    - Idaho Athletic Hall of Fame
    - Inland Northwest Sports Hall of Fame

  - grona 50. najlepszych sportowców Idaho XX wieku – Idaho 50 Greatest 20 th-Century Athletes przez Sports Illustrated

### Reprezentacja
- Mistrzyni:
  - olimpijska (1988)[5]
  - igrzysk panamerykańskich (1987)
- Wicemistrzyni uniwersjady (1985)
- Brązowa medalistka:
  - mistrzostw świata (1994)[6]
  - igrzysk panamerykańskich (1991)